# Kim Hae-sook
Dans ce nom coréen, le nom de famille, Kim, précède le nom personnel.
Pour les articles homonymes, voir Kim.
Kim Hae-sook (김해숙, romanisation révisée du coréen : Gim Hae-suk, McCune-Reischauer : Kim Hae-suk), née le 30 décembre 1955 à Pusan, est une actrice sud-coréenne.

## Filmographie

### Cinéma
- 1982 : Die to Live (Jukeumyeon salrira)
- 1982 : Jeongbu
- 1987 : Eveui genneonbang
- 2003 : Oh! Haepi dei : Yang Mi-suk
- 2004 : Ryeong : Ji-won's mum
- 2004 : Uri hyeong : Mother
- 2005 : Wet Dreams 2 (Mongjunggi 2) : Sung-eun's Mum
- 2005 : Parang-juuibo : Soo-ho's mum
- 2006 : Haebaragi
- 2008 : Mubangbi-dosi
- 2008 : Noon-e-neun noon i-e-neun i : Do-soo's Mother
- 2009 : Thirst, ceci est mon sang (Bakjwi) : Lady Ra
- 2010 : Chin-jeong-eom-ma : Ji-sook's mom
- 2011 : Mama : Immature mom, Ok-joo
- 2012 : Won-deo-pool ra-di-o : Mrs. Lee
- 2012 : The Thieves (aussi Les Braqueurs, Dodookdeul) : Chewingum
- 2012 : Love Clinique (Umchi keulreonik) : Dong-joo's Mother
- 2013 : Kang-chul-i : Kim Soon-yi
- 2013 : Wish (So-won) : Jeong-sook
- 2014 : Kundo (Kundo: Min-ran-eui si-dae) : la mère de Dolmuchi
- 2015 : Chek dou : Park Yung-sook
- 2015 : Amsal : Bar owner
- 2015 : Sado : Queen Inwon
- 2016 : Mademoiselle (Ah-ga-ssi) : Miss Sasaki
- 2016 : Tunnel : la ministre
- 2017 : Jaesim : Soon-Im
- 2017 : RV: Resurrected Victims
- 2017 : Along With the Gods : Les Deux Mondes (신과함께-죄와 벌) de Kim Yong-hwa : Le Dieu de l'enfer de l'indolence
- 2022 : Alienoid : Les Protecteurs du futur (외계+인 1부) de Choi Dong-hoon : la vieille femme de Goryeo

### Télévision
- 2020 : Start-Up
- 2022 : Under the Queen's Umbrella